# Schwalbe Women's One Day Classic
La Schwalbe Women's One Day Classic è una gara professionistica di ciclismo su strada femminile che si tiene ogni anno ad Adelaide, in Australia. L'evento si è svolto per la prima volta nel 2025, come prima gara del calendario UCI Women's ProSeries.

## Albo d'oro
Aggiornato all'edizione 2025.
| Anno | Vincitore     | Secondo       | Terzo            |
| ---- | ------------- | ------------- | ---------------- |
| 2025 | Clara Copponi | Georgia Baker | Rachele Barbieri |

### Vittorie per nazione
Aggiornato all'edizione 2025.
| Pos. | Paese   | Vittorie |
| ---- | ------- | -------- |
| 1    | Francia | 1        |